# کن گودو
کن گودو (انگلیسی: Ken Goodeve؛ زادهٔ ۳ سپتامبر ۱۹۵۰) بازیکن فوتبال اهل بریتانیا است.
از باشگاه‌هایی که در آن بازی کرده‌است می‌توان به باشگاه فوتبال واتفورد اشاره کرد.